# Messaggero di Sant’Antonio

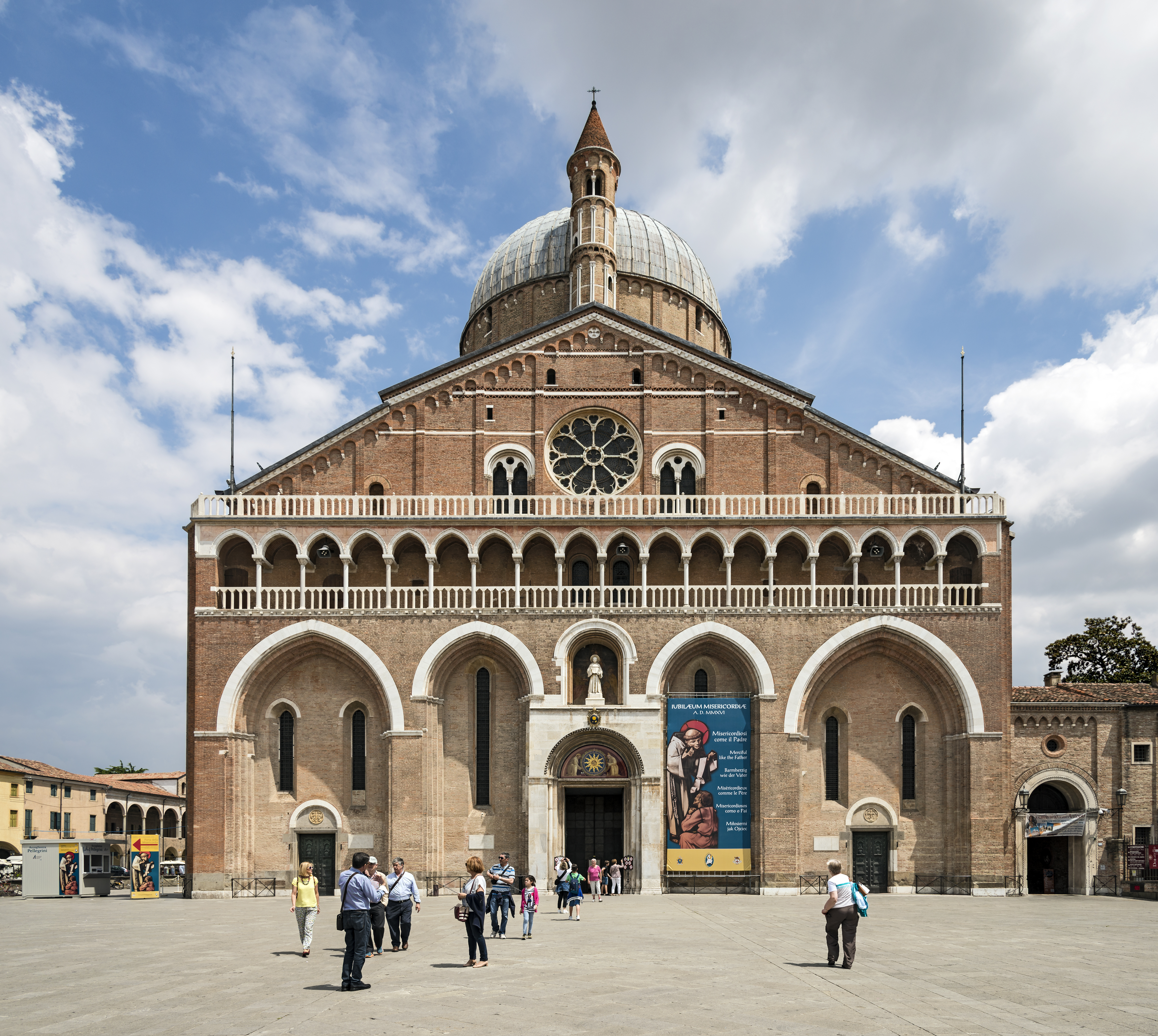
A szerkesztőség székhelye Padovában (Észak-Olaszország)

A Messaggero di Sant’Antonio (Szent Antal hírnöke) a ferences minoriták által kiadott nemzetközi egyházi folyóirat. A szerkesztőség székhelye a padovai Szent Antal-bazilikában működik. A katolikus családoknak szól, és csak postai előfizetéssel (520 000 előfizető) terjesztik 148 országban.
Külföldön élő olaszoknak szánt különkiadásban is megjelenik. Az említett kettőn kívül olaszul, egymástól eltérő kiadásokban jelenik meg franciául, angolul, lengyelül, portugálul, románul és németül.

## Története
1898-ban született Padovában Il Messaggiero di S. Antonio di Padova néven. A II. cikkelyt 1931-ben törölték. Az első szám 16x24 centiméteres és 24 oldalas volt. A Messaggerót (ahogy eleinte népiesen hívták) Vittore Sottaz atya ihlette. Az 1867-es törvényeknek megfelelően, amelyek elnyomták a vallási rendeket, egy laikus, Giuseppe Bruniera volt az igazgatója, míg a tényleges igazgató Alessandro Radovanovic atya volt. Első alkalommal 6000 példányban a padovai P. Prosperini Royal Establishmentben nyomtatták ki. Az éves előfizetés 1,50 lírába, míg külföldre 2,00 lírába; egy szám 15 centesimóba került.
A folyóirat havonta jelenik meg (évente tizenegy szám). Vezérigazgatója Giancarlo Zamengo OFM Conv. A magazinok igazgatója 2013 szeptembere óta Fra Fabio Scarsato OFM Conv. A német nyelvű kiadás igazgatója 1995-től 2015-ig Götz OFM Conv. volt, utódja Andreas Murk OFM Conv. (2015 júniusától).

## Profilja
A magazin a hónap témája mellett kulturális és spirituális kérdésekkel foglalkozik. Saját gyermekrovata is van, a Messaggero per Ragazzi, amelyben a magazin tartalma a gyermekek számára megfelelő nyelven jelenik meg. A többi oldal a szerkesztőknek írt leveleket és ismertetőket tartalmaz.

## Fordítás
- Ez a szócikk részben vagy egészben  a   Messaggero di Sant′Antonio című olasz Wikipédia-szócikk ezen változatának fordításán alapul.  Az eredeti cikk szerkesztőit annak laptörténete sorolja fel. Ez a jelzés csupán a megfogalmazás eredetét és a szerzői jogokat jelzi, nem szolgál a cikkben szereplő információk forrásmegjelöléseként.
- Ez a szócikk részben vagy egészben  a   Messaggero di Sant’Antonio című német Wikipédia-szócikk ezen változatának fordításán alapul.  Az eredeti cikk szerkesztőit annak laptörténete sorolja fel. Ez a jelzés csupán a megfogalmazás eredetét és a szerzői jogokat jelzi, nem szolgál a cikkben szereplő információk forrásmegjelöléseként.